# Neuvermessung
Eine Neuvermessung ist eine Katastervermessung. Durch sie wird, wenn sie erforderlich ist, das Liegenschaftskataster mehrerer Flurstücke durch örtliche Vermessung den heutigen Anforderungen angepasst. Es gibt je nach Umfang unterschiedliche Arten der Neuvermessung.
- Bei einer Neuvermessung in einem Zuge werden die Grenzen untersucht, abgemarkt, eine Grenzniederschrift aufgenommen und die neu aufgenommenen Grenz-, Gebäude- und sonstigen Punkte an das übergeordnete Vermessungspunktfeld angeschlossen. Dieses Verfahren wird in Gebieten mit unzureichenden Katasterunterlagen (z. B. wenn noch Urkataster die grundlegende Vermessung ist), in Flurbereinigungs-, Umlegungs- und Sanierungsverfahren durchgeführt. Technisch gesehen muss nach den heutigen Verwaltungsvorschriften Koordinatenkataster realisiert werden.
- Bei der geschlossenen Neuvermessung werden vorhandene Katastervermessungen, die noch den heutigen Anforderungen an das Liegenschaftskataster entsprechen durch Zusatzvermessungen ergänzt und Lücken durch Neuvermessungen geschlossen.
- Bei der allmählichen Neuvermessung werden diese Lücken erst allmählich durch Fortführungsvermessungen, zu denen die Teilungs-, Grenz- und Gebäudeeinmessungen zählen, geschlossen.
- usw.